# Elecciones provinciales de Entre Ríos de 2023
Las elecciones generales de la provincia de Entre Ríos de 2023 se realizaron el 22 de octubre, junto con las elecciones nacionales, municipales, para elegir gobernador, vicegobernador, 34 diputados provinciales y 17 senadores provinciales. El 24 de junio se oficializaron las cuatro listas para gobernador.
La elección fue simultánea a las elecciones nacionales, marcadas por el corte de boleta.
Rogelio Frigerio se impuso con el 41% de los votos al Intendente de Paraná, Beto Bahl, que sacó el 39%, quién tuvo un cómodo triunfo en el municipio que gobernaba.
Rogelio Frigerio terminó con 20 años de gobiernos peronistas en Entre Ríos, dirigidos por Jorge Pedro Busti (2003-2007) Sergio Daniel Urribarri (2007-2015, quién entre 2020 y 2022 fue Embajador de la Nación Argentina ante Israel, hasta que en 2022 fue condenado por corrupción) y Gustavo Bordet (2015-2023) sumando otra derrota del peronismo en provincias que tenía muchos años de gobierno, como San Juan, Chubut, Santa Fe y Chaco. 
Sin embargo, el oficialismo retuvo la intendencia de Paraná, de la mano de Rosario Romero.

## Candidatos
| Logo                                                                                     | Logo                                                                                     | Partido / Alianza     | Partidos en la alianza | Precandidato a gobernador                     | Precandidato a gobernador                     | Precandidato a vicegobernador | Precandidato a vicegobernador |
| ---------------------------------------------------------------------------------------- | ---------------------------------------------------------------------------------------- | --------------------- | --- | --------------------------------------------- | --------------------------------------------- | ----------------------------- | ----------------------------- |
|                                                                                          |                                                                                          | Juntos por Entre Ríos | Ver partidos: - Unión Cívica Radical - Propuesta Republicana - Generación para un Encuentro Nacional - Partido Socialista - Unión Popular - Movimiento Social Entrerriano - Nueva Generación Entre Ríos Partidos municipales: - Gualeguaychú de Pie (Gualeguaychú) - Junta Vecinal Aranguren (Aranguren) - Partido Vecinal Uruguay Se Puede (Concepción del Uruguay) - Frente Amplio (Concepción del Uruguay) - Nuevo Espacio Gualeguaychú (Gualeguaychú) - Valores Por La Paz (La Paz) - Unión Vecinal Diamante (Diamante) - Nuevo Espacio Ramirense (General Ramírez) - Unión Vecinal San José (San José) - Partido Nuevo Espacio San José (San José) - Unidos por el Futuro (Paraná Ciudad) - Vecinalismo Colonense (Colón) - Construcción Ciudadana (Paraná Ciudad) - Junta Vecinal Ubajay (Ubajay) - Concordia Presente (Concordia) - Movimiento Vecinalista Hasenkampense (Hasenkamp) - Movimiento de Interacción Vecinal (Crespo) - + Por Concordia (Concordia) - Frente Vecinal Gualeguaychú (Gualeguaychú) |                                               | Rogelio Frigerio                              |                               | Alicia Aluani                 |
| - Diputado nacional por Entre Ríos (2021-2023)                                           | - Diputado nacional por Entre Ríos (2021-2023)                                           | Juntos por Entre Ríos | Ver partidos: - Unión Cívica Radical - Propuesta Republicana - Generación para un Encuentro Nacional - Partido Socialista - Unión Popular - Movimiento Social Entrerriano - Nueva Generación Entre Ríos Partidos municipales: - Gualeguaychú de Pie (Gualeguaychú) - Junta Vecinal Aranguren (Aranguren) - Partido Vecinal Uruguay Se Puede (Concepción del Uruguay) - Frente Amplio (Concepción del Uruguay) - Nuevo Espacio Gualeguaychú (Gualeguaychú) - Valores Por La Paz (La Paz) - Unión Vecinal Diamante (Diamante) - Nuevo Espacio Ramirense (General Ramírez) - Unión Vecinal San José (San José) - Partido Nuevo Espacio San José (San José) - Unidos por el Futuro (Paraná Ciudad) - Vecinalismo Colonense (Colón) - Construcción Ciudadana (Paraná Ciudad) - Junta Vecinal Ubajay (Ubajay) - Concordia Presente (Concordia) - Movimiento Vecinalista Hasenkampense (Hasenkamp) - Movimiento de Interacción Vecinal (Crespo) - + Por Concordia (Concordia) - Frente Vecinal Gualeguaychú (Gualeguaychú) | - Médica pediatra                             | - Médica pediatra                             |                               |                               |
|                                                                                          | Pedro Jorge Galimberti                                                                   | Juntos por Entre Ríos | Ver partidos: - Unión Cívica Radical - Propuesta Republicana - Generación para un Encuentro Nacional - Partido Socialista - Unión Popular - Movimiento Social Entrerriano - Nueva Generación Entre Ríos Partidos municipales: - Gualeguaychú de Pie (Gualeguaychú) - Junta Vecinal Aranguren (Aranguren) - Partido Vecinal Uruguay Se Puede (Concepción del Uruguay) - Frente Amplio (Concepción del Uruguay) - Nuevo Espacio Gualeguaychú (Gualeguaychú) - Valores Por La Paz (La Paz) - Unión Vecinal Diamante (Diamante) - Nuevo Espacio Ramirense (General Ramírez) - Unión Vecinal San José (San José) - Partido Nuevo Espacio San José (San José) - Unidos por el Futuro (Paraná Ciudad) - Vecinalismo Colonense (Colón) - Construcción Ciudadana (Paraná Ciudad) - Junta Vecinal Ubajay (Ubajay) - Concordia Presente (Concordia) - Movimiento Vecinalista Hasenkampense (Hasenkamp) - Movimiento de Interacción Vecinal (Crespo) - + Por Concordia (Concordia) - Frente Vecinal Gualeguaychú (Gualeguaychú) |                                               | Ana Delia D'Angelo                            |                               |                               |
| * Diputado Nacional por Entre Ríos (2021-actualidad) * Intendente de Chajarí (2015-2021) | * Diputado Nacional por Entre Ríos (2021-actualidad) * Intendente de Chajarí (2015-2021) | Juntos por Entre Ríos | Ver partidos: - Unión Cívica Radical - Propuesta Republicana - Generación para un Encuentro Nacional - Partido Socialista - Unión Popular - Movimiento Social Entrerriano - Nueva Generación Entre Ríos Partidos municipales: - Gualeguaychú de Pie (Gualeguaychú) - Junta Vecinal Aranguren (Aranguren) - Partido Vecinal Uruguay Se Puede (Concepción del Uruguay) - Frente Amplio (Concepción del Uruguay) - Nuevo Espacio Gualeguaychú (Gualeguaychú) - Valores Por La Paz (La Paz) - Unión Vecinal Diamante (Diamante) - Nuevo Espacio Ramirense (General Ramírez) - Unión Vecinal San José (San José) - Partido Nuevo Espacio San José (San José) - Unidos por el Futuro (Paraná Ciudad) - Vecinalismo Colonense (Colón) - Construcción Ciudadana (Paraná Ciudad) - Junta Vecinal Ubajay (Ubajay) - Concordia Presente (Concordia) - Movimiento Vecinalista Hasenkampense (Hasenkamp) - Movimiento de Interacción Vecinal (Crespo) - + Por Concordia (Concordia) - Frente Vecinal Gualeguaychú (Gualeguaychú) | * Diputada Provincial (1999-2003 y 2007-2011) | * Diputada Provincial (1999-2003 y 2007-2011) |                               |                               |
|                                                                                          |                                                                                          | Más para Entre Ríos   | Ver partidos: - Partido Justicialista - Movimiento por Todos - Frente Grande - Frente Entrerriano Federal - Compromiso Federal - Partido del Trabajo y del Pueblo - Partido Comunista de los Entrerrianos Partidos municipales: - Partido Solidario (Paraná Ciudad) - Partido de la Concertación Villaguay (Villaguay Ciudad) - Encuentro por un San José Mejor (San José) - Movimiento Político Social 2 de Julio (San José) - Juntos por Victoria (Victoria) - Juntos por Mansilla (Gdor. Mansilla) - Progresa Estancia Grande (Estancia Grande) |                                               | Adán Bahl                                     |                               | Claudia Monjo                 |
| - Intendente de Paraná (desde 2019)                                                      | - Intendente de Paraná (desde 2019)                                                      | Más para Entre Ríos   | Ver partidos: - Partido Justicialista - Movimiento por Todos - Frente Grande - Frente Entrerriano Federal - Compromiso Federal - Partido del Trabajo y del Pueblo - Partido Comunista de los Entrerrianos Partidos municipales: - Partido Solidario (Paraná Ciudad) - Partido de la Concertación Villaguay (Villaguay Ciudad) - Encuentro por un San José Mejor (San José) - Movimiento Político Social 2 de Julio (San José) - Juntos por Victoria (Victoria) - Juntos por Mansilla (Gdor. Mansilla) - Progresa Estancia Grande (Estancia Grande) | - Intendente de Villaguay (desde 2015)        | - Intendente de Villaguay (desde 2015)        |                               |                               |
|                                                                                          |                                                                                          | La Libertad Avanza    | Ver partidos: - Partido Fe - Partido Conservador Popular Partidos municipales: - Partido Vecinalista Pueblo Activo (Pueblo Gral. Belgrano) - Frente Republicano Independiente (Gualeguaychú) |                                               | Sebastián Etchevehere                         |                               | Mayda Spiazzi                 |
| - Productor agropecuario                                                                 | - Productor agropecuario                                                                 | La Libertad Avanza    | Ver partidos: - Partido Fe - Partido Conservador Popular Partidos municipales: - Partido Vecinalista Pueblo Activo (Pueblo Gral. Belgrano) - Frente Republicano Independiente (Gualeguaychú) | - Ingeniera agrónoma                          | - Ingeniera agrónoma                          |                               |                               |

### Primarias
Estos candidatos no recibieron al menos el 1,5% de los votos válidos en las elecciones primarias para pasar a las elecciones generales, o resultaron derrotados en sus internas partidarias.
| Logo                                            | Logo                                            | Partido / Alianza                    | Partidos en la alianza | Precandidato a gobernador                    | Precandidato a gobernador                    | Precandidato a vicegobernador | Precandidato a vicegobernador |
| ----------------------------------------------- | ----------------------------------------------- | ------------------------------------ | --- | -------------------------------------------- | -------------------------------------------- | ----------------------------- | ----------------------------- |
|                                                 |                                                 | Juntos por Entre Ríos                | Ver partidos: - Unión Cívica Radical - Propuesta Republicana - Generación para un Encuentro Nacional - Partido Socialista - Unión Popular - Movimiento Social Entrerriano - Nueva Generación Entre Ríos Partidos municipales: - Gualeguaychú de Pie (Gualeguaychú) - Junta Vecinal Aranguren (Aranguren) - Partido Vecinal Uruguay Se Puede (Concepción del Uruguay) - Frente Amplio (Concepción del Uruguay) - Nuevo Espacio Gualeguaychú (Gualeguaychú) - Valores Por La Paz (La Paz) - Unión Vecinal Diamante (Diamante) - Nuevo Espacio Ramirense (General Ramírez) - Unión Vecinal San José (San José) - Partido Nuevo Espacio San José (San José) - Unidos por el Futuro (Paraná Ciudad) - Vecinalismo Colonense (Colón) - Construcción Ciudadana (Paraná Ciudad) - Junta Vecinal Ubajay (Ubajay) - Concordia Presente (Concordia) - Movimiento Vecinalista Hasenkampense (Hasenkamp) - Movimiento de Interacción Vecinal (Crespo) - + Por Concordia (Concordia) - Frente Vecinal Gualeguaychú (Gualeguaychú) |                                              | Pedro Galimberti                             |                               | Ana D'Angelo                  |
| - Diputado nacional por Entre Ríos (desde 2021) | - Diputado nacional por Entre Ríos (desde 2021) | Juntos por Entre Ríos                | Ver partidos: - Unión Cívica Radical - Propuesta Republicana - Generación para un Encuentro Nacional - Partido Socialista - Unión Popular - Movimiento Social Entrerriano - Nueva Generación Entre Ríos Partidos municipales: - Gualeguaychú de Pie (Gualeguaychú) - Junta Vecinal Aranguren (Aranguren) - Partido Vecinal Uruguay Se Puede (Concepción del Uruguay) - Frente Amplio (Concepción del Uruguay) - Nuevo Espacio Gualeguaychú (Gualeguaychú) - Valores Por La Paz (La Paz) - Unión Vecinal Diamante (Diamante) - Nuevo Espacio Ramirense (General Ramírez) - Unión Vecinal San José (San José) - Partido Nuevo Espacio San José (San José) - Unidos por el Futuro (Paraná Ciudad) - Vecinalismo Colonense (Colón) - Construcción Ciudadana (Paraná Ciudad) - Junta Vecinal Ubajay (Ubajay) - Concordia Presente (Concordia) - Movimiento Vecinalista Hasenkampense (Hasenkamp) - Movimiento de Interacción Vecinal (Crespo) - + Por Concordia (Concordia) - Frente Vecinal Gualeguaychú (Gualeguaychú) | - Diputada provincial (1999-2003, 2007-2011) | - Diputada provincial (1999-2003, 2007-2011) |                               |                               |
|                                                 |                                                 | Confederación Vecinalista Entre Ríos | Ver partidos: - Movimiento Identidad en Acción - Movimiento Unión Vecinal Independiente - Unión Vecinal San Benito |                                              | Pedro Alberto Olivetti                       |                               | Miriam Beatriz Muller         |
|                                                 |                                                 | Confederación Vecinalista Entre Ríos | Ver partidos: - Movimiento Identidad en Acción - Movimiento Unión Vecinal Independiente - Unión Vecinal San Benito |                                              |                                              |                               |                               |
|                                                 |                                                 | Nueva Izquierda                      | Partido sin alianza |                                              | Sofía Cáceres Sforza                         |                               | Gabirel Geist                 |
| - Docente                                       |                                                 | Nueva Izquierda                      | Partido sin alianza |                                              |                                              |                               |                               |

## Encuestas de opinión
|                               |                         |                                                                                               |                                                                                               |                                                                                               |                                                                                               |                                                                                               |                                                                                               |                                                                                               |                                                                                               |                                                                                               |                                                                                               |
| 22 de octubre de 2023         | Elecciones generales    | 897.487                                                                                       | 39,44                                                                                         | 41,68                                                                                         | 18,88                                                                                         | -                                                                                             | 11,60                                                                                         | -                                                                                             | 2,24                                                                                          |                                                                                               |                                                                                               |
|                               |                         |                                                                                               |                                                                                               |                                                                                               |                                                                                               |                                                                                               |                                                                                               |                                                                                               |                                                                                               |                                                                                               |                                                                                               |
| 14 de octubre de 2023         | 14 de octubre de 2023   | Comienzo de la prohibición de publicar encuestas y pronósticos electorales para las generales | Comienzo de la prohibición de publicar encuestas y pronósticos electorales para las generales | Comienzo de la prohibición de publicar encuestas y pronósticos electorales para las generales | Comienzo de la prohibición de publicar encuestas y pronósticos electorales para las generales | Comienzo de la prohibición de publicar encuestas y pronósticos electorales para las generales | Comienzo de la prohibición de publicar encuestas y pronósticos electorales para las generales | Comienzo de la prohibición de publicar encuestas y pronósticos electorales para las generales | Comienzo de la prohibición de publicar encuestas y pronósticos electorales para las generales | Comienzo de la prohibición de publicar encuestas y pronósticos electorales para las generales | Comienzo de la prohibición de publicar encuestas y pronósticos electorales para las generales |
| 1 - 5 de octubre de 2023      | Diagnosis               | 892                                                                                           | 31,2                                                                                          | 28,2                                                                                          | 27,4                                                                                          | -                                                                                             | 4,1                                                                                           | 5,9                                                                                           | 3                                                                                             |                                                                                               |                                                                                               |
| 15 - 18 de septiembre de 2023 | QUALITY Plus            | -                                                                                             | 29,4                                                                                          | 33,1                                                                                          | 24,3                                                                                          | -                                                                                             | -                                                                                             | 13,2                                                                                          | 3,7                                                                                           |                                                                                               |                                                                                               |
| 1 - 13 de septiembre de 2023  | Poliarquía Consultora   | 800                                                                                           | 30                                                                                            | 37                                                                                            | 22                                                                                            | -                                                                                             | 7                                                                                             | 3                                                                                             | 7                                                                                             |                                                                                               |                                                                                               |
|                               |                         |                                                                                               |                                                                                               |                                                                                               |                                                                                               |                                                                                               |                                                                                               |                                                                                               |                                                                                               |                                                                                               |                                                                                               |
| 13 de agosto de 2023          | Elecciones primarias    | -                                                                                             | 38,33                                                                                         | 45,57                                                                                         | 14,71                                                                                         | 1,38                                                                                          | 16,04                                                                                         | -                                                                                             | 7,24                                                                                          |                                                                                               |                                                                                               |
|                               |                         |                                                                                               |                                                                                               |                                                                                               |                                                                                               |                                                                                               |                                                                                               |                                                                                               |                                                                                               |                                                                                               |                                                                                               |
| 25 - 27 de junio de 2023      | QUALITY Plus            | 632                                                                                           | 25,4                                                                                          | 33,8                                                                                          | -                                                                                             | -                                                                                             | -                                                                                             | -                                                                                             | 8,4                                                                                           |                                                                                               |                                                                                               |
| 5 - 6 de abril de 2023        | DM                      | 630                                                                                           | 30                                                                                            | 33,8                                                                                          | 15,2                                                                                          | 6                                                                                             | -                                                                                             | 15                                                                                            | 3,8                                                                                           |                                                                                               |                                                                                               |
| Febrero de 2023               | Tres Punto Zero         | 1450                                                                                          | 28,2                                                                                          | 30,6                                                                                          | 17,5                                                                                          | -                                                                                             | 10,5                                                                                          | 11,2                                                                                          | 2,4                                                                                           |                                                                                               |                                                                                               |
| Febrero de 2023               | Grupo Mercado           | -                                                                                             | 28,9                                                                                          | 31                                                                                            | 15,1                                                                                          | 6,7                                                                                           | 10,6                                                                                          | 7,7                                                                                           | 2,1                                                                                           |                                                                                               |                                                                                               |
| 5 - 14 de noviembre de 2022   | Isonomía                | 800                                                                                           | 23                                                                                            | 22                                                                                            | 11                                                                                            | 5                                                                                             | 15                                                                                            | 23                                                                                            | 1                                                                                             |                                                                                               |                                                                                               |
|                               |                         |                                                                                               |                                                                                               |                                                                                               |                                                                                               |                                                                                               |                                                                                               |                                                                                               |                                                                                               |                                                                                               |                                                                                               |
| 14 de noviembre de 2021       | Elecciones legislativas | -                                                                                             | 31,63                                                                                         | 54,61                                                                                         | -                                                                                             | 13,75                                                                                         | 1,42                                                                                          | -                                                                                             | 22,98                                                                                         |                                                                                               |                                                                                               |

     Habilitado para las elecciones generales
| Partido/Alianza       | Partido/Alianza                      | Interna                             | Fórmula                      | Fórmula                | Interna               | Interna               | Partido   | Partido |
| Partido/Alianza       | Partido/Alianza                      | Interna                             | Gobernador                   | Vicegobernador         | Votos                 | %                     | Votos     | %       |
| --------------------- | ------------------------------------ | ----------------------------------- | ---------------------------- | ---------------------- | --------------------- | --------------------- | --------- | ------- |
|                       | Juntos por Entre Ríos                | Ahora Entre Ríos                    | Rogelio Frigerio             | Alicia Griselda Aluani | 268.705               | 82,31                 | 326.434   | 45,57   |
| Entre Ríos Cambia     | Juntos por Entre Ríos                | Pedro Jorge Galimberti              | Ana Delia D'Angelo           | 57.729                 | 17,69                 |                       | 326.434   | 45,57   |
|                       | Más para Entre Ríos                  | Más para Entre Ríos                 | Adán Bahl                    | María Claudia Monjo    | —                     | —                     | 274.551   | 38,33   |
|                       | La Libertad Avanza                   | La Libertad por Siempre             | Arturo Sebastián Etchevehere | Mayda Evelina Spiazzi  | —                     | —                     | 105.372   | 14,71   |
|                       | Confederación Vecinalista Entre Ríos | Junto a los Vecinos                 | Pedro Alberto Olivetti       | Miriam Beatriz Muller  | —                     | —                     | 5.115     | 0,71    |
|                       | Nueva Izquierda                      | Unidad de Luchadores y la Izquierda | Sofía Cáceres Sforza         | Gabriel Alfredo Geist  | —                     | —                     | 4.797     | 0,67    |
| Votos afirmativos     | Votos afirmativos                    | Votos afirmativos                   | Votos afirmativos            | Votos afirmativos      | Votos afirmativos     | Votos afirmativos     | 716.269   | 82,67   |
| Votos en blanco       | Votos en blanco                      | Votos en blanco                     | Votos en blanco              | Votos en blanco        | Votos en blanco       | Votos en blanco       | 138.968   | 16,04   |
| Votos nulos           | Votos nulos                          | Votos nulos                         | Votos nulos                  | Votos nulos            | Votos nulos           | Votos nulos           | 11.195    | 1,29    |
| Participación         | Participación                        | Participación                       | Participación                | Participación          | Participación         | Participación         | 866.432   | 75,70   |
| Electores registrados | Electores registrados                | Electores registrados               | Electores registrados        | Electores registrados  | Electores registrados | Electores registrados | 1.144.217 | 100     |
| Fuente:               |                                      |                                     |                              |                        |                       |                       |           |         |

### Gobernador y vicegobernador
| Fórmula               | Fórmula                | Partido/Alianza       | Partido/Alianza       | Votos     | %     |
| Gobernador            | Vicegobernador         | Partido/Alianza       | Partido/Alianza       | Votos     | %     |
| --------------------- | ---------------------- | --------------------- | --------------------- | --------- | ----- |
| Rogelio Frigerio      | Alicia Griselda Aluani |                       | Juntos por Entre Ríos | 327.574   | 41,68 |
| Adán Bahl             | María Claudia Monjo    |                       | Más para Entre Ríos   | 309.929   | 39,44 |
| Sebastián Etchevehere | Mayda Evelina Spiazzi  |                       | La Libertad Avanza    | 148.392   | 18,88 |
| Votos afirmativos     | Votos afirmativos      | Votos afirmativos     | Votos afirmativos     | 785.895   | 87,57 |
| Votos en blanco       | Votos en blanco        | Votos en blanco       | Votos en blanco       | 104.107   | 11,60 |
| Votos nulos           | Votos nulos            | Votos nulos           | Votos nulos           | 7.485     | 0,83  |
| Participación         | Participación          | Participación         | Participación         | 897.487   | 77,98 |
| Electores registrados | Electores registrados  | Electores registrados | Electores registrados | 1.150.954 | 100   |
| Fuente:               |                        |                       |                       |           |       |

### Cámara de Diputados
| Partido/Alianza       | Partido/Alianza       | Votos     | %     | Bancas | Candidatos |
| --------------------- | --------------------- | --------- | ----- | ------ | --- |
|                       | Juntos por Entre Ríos | 309.067   | 41,04 | 18/34  | Ver candidatos: 1. Gabriela Mabel Lena 2. Gustavo Hein 3. Alicia María Fregonese 4. Fabián Dulio Rogel 5. María Noelia Taborda 6. Bruno Sarubi 7. Carolina Susana Streitenberger 8. Alcides Marcelo López 9. Carola Elisa Laner 10. Mauro Alejandro Godein 11. Érica Vilma Vázquez 12. Silvio Martín Gallay 13. Mariana Gisela Bentos 14. Rubén Rafael Rastelli 15. María Elena Romero 16. Lenico Orlando Aranda 17. Susana Alejandra Martina Pérez 18. Jorge Fernando Maier 19. Justina Raquel Sans 20. Juan Manuel Rossi (PS) 21. Karina Soledad Llanes 22. Enrique Gabriel Bouchet 23. Fátima Lorena Arce 24. Juan Carlos Flegler 25. Carina Beatriz Guerra 26. Darío Alejandro Dayub 27. Julia Alejandra Garioni Orsuza 28. Omar Ulises Duerto 29. María Lorena Aguilar 30. Sergio Omar Kneeteman 31. María Celeste Janet Heredia 32. Lucas Matías Ullua 33. Gladis Beatriz Colli 34. Héctor Daniel Venturini                                                                             |
|                       | Más para Entre Ríos   | 297.078   | 39,45 | 11/34  | Ver candidatos: 1. María Laura Stratta 2. Enrique Tomás Cresto 3. Silvia Mariel Ávila 4. Juan José Bahillo 5. Andrea Soledad Zoff 6. Yari Demian Seyler 7. Stefania Cora 8. Sergio Daniel Castrillon 9. Lorena Maricel Arrozogaray 10. José María Kramer 11. Silvia del Carmen Moreno 12. Daniel Antonio Koch 13. Silvina Soledad Decco 14. Carlos María Scelzi 15. Daniela Carina Domínguez 16. Gustavo Marcelo Zavallo 17. Sabrina Daniela Olano 18. Gerardo Ramón Chapino 19. Vanesa Alejandra Castillo 20. Juan Manuel Huss 21. Ludmila Nichajew 22. Fabio Roberto Charles Mengeon 23. Sofía Uranga 24. Nicolás Esteban Navarro 25. Sandra Elizabeth Balla 26. Santiago José Halle 27. Lía Jimena Solís 28. Marcelo Daniel Báez 29. Mónica Cristina Barbabianca 30. Diego Osvaldo Plassy 31. María Magdalena Hoet 32. Didier Eduardo Jourdan 33. Diana María Paola Pratti 34. Jorge Alberto Vázquez                                                                                       |
|                       | La Libertad Avanza    | 146.896   | 19,51 | 5/34   | Ver candidatos: 1. Gladys Liliana Salinas 2. Carlos Alberto Damasco 3. Julia Esther Calleros Arrecous 4. Roque Orlando Fleitas 5. Débora Betina Todoni 6. Fabio Alfredo Schneider 7. Verónica Edith González 8. Ernesto Fulvio Dapit 9. Ailin Carolina Soto 10. Pelayo Francisco Lacal Montenegro 11. Isabel Rodríguez Varela 12. Javier Eduardo Silvestri 13. Lorena Paola Werner 14. Héctor Alejandro Esquivo 15. Francisca Noelia Aguirre 16. Francisco Eugenio Cuminetti Uranga 17. Viviana María Betina Pedemonti 18. Omar Ricardo Marzzan 19. Yanina María del Carmen Miglioli 20. Yari Norman Varisco 21. Alejandra Ester Cortiana 22. Ernesto Gonzalo Savino 23. Carina Paola Ibarra 24. Mauricio Iván Hereñu 25. Griselda Justina Belsun 26. Hernán Alberto Viola 27. María Noel Bauche 28. Pedro Exequiel Romero 29. Lucrecia Natali Troncoso Ovelar 30. Marcos Marcelo López 31. Anahí Schiavoni 32. Walter Edgardo Alfonzo 33. Jesica Ileana Raffaelli 34. Odemar Carlos Martínez |
| Votos afirmativos     | Votos afirmativos     | 753.041   | 83,91 |        | |
| Votos en blanco       | Votos en blanco       | 136.939   | 15,26 |        | |
| Votos nulos           | Votos nulos           | 7.507     | 0,84  |        | |
| Participación         | Participación         | 897.487   | 77,98 |        | |
| Electores registrados | Electores registrados | 1.150.954 | 100   |        | |
| Fuente:               |                       |           |       |        | |

### Cámara de Senadores
| Partido/Alianza       | Partido/Alianza                      | Votos     | %     | Bancas |
| --------------------- | ------------------------------------ | --------- | ----- | ------ |
|                       | Juntos por Entre Ríos                | 310.962   | 40,88 | 8/17   |
|                       | Más para Entre Ríos                  | 301.564   | 39,64 | 9/17   |
|                       | La Libertad Avanza                   | 145.010   | 19,06 |        |
|                       | Confederación Vecinalista Entre Ríos | 1.735     | 0,23  |        |
|                       | Nueva Izquierda                      | 1.427     | 0,19  |        |
| Votos afirmativos     | Votos afirmativos                    | 760.698   | 84,76 |        |
| Votos en blanco       | Votos en blanco                      | 129.305   | 14,41 |        |
| Votos nulos           | Votos nulos                          | 7.484     | 0,83  |        |
| Participación         | Participación                        | 897.487   | 78,44 |        |
| Electores registrados | Electores registrados                | 1.144.210 | 100   |        |
| Fuente:               |                                      |           |       |        |

#### Resultados por departamentos
| Colón 1 Senador                | Colón 1 Senador       | Colón 1 Senador                      | Colón 1 Senador | Colón 1 Senador |
| Candidato                      | Partido/Alianza       | Partido/Alianza                      | Votos           | %               |
| ------------------------------ | --------------------- | ------------------------------------ | --------------- | --------------- |
| Ramiro Adolfo Favre            |                       | Juntos por Entre Ríos                | 16.798          | 42,96           |
| Marisa Vanesa Follonier        |                       | Más para Entre Ríos                  | 14.798          | 37,84           |
| Carlos Alberto Mondino         |                       | La Libertad Avanza                   | 7.508           | 19,20           |
| Votos afirmativos              | Votos afirmativos     | Votos afirmativos                    | 39.104          | 84,52           |
| Votos en blanco                | Votos en blanco       | Votos en blanco                      | 6.707           | 14,50           |
| Votos nulos                    | Votos nulos           | Votos nulos                          | 455             | 0,98            |
| Participación                  | Participación         | Participación                        | 46.266          | 76,98           |
| Electores registrados          | Electores registrados | Electores registrados                | 60.101          | 100             |
| Concordia 1 Senador            |                       |                                      |                 |                 |
| Candidato                      | Partido/Alianza       | Partido/Alianza                      | Votos           | %               |
| Gloria Liliana Cozzi           |                       | Juntos por Entre Ríos                | 39.447          | 40,31           |
| Mayda Cresto                   |                       | Más para Entre Ríos                  | 38.459          | 39,30           |
| Gladis María Cabrera           |                       | La Libertad Avanza                   | 19.949          | 20,39           |
| Votos afirmativos              | Votos afirmativos     | Votos afirmativos                    | 97.855          | 83,67           |
| Votos en blanco                | Votos en blanco       | Votos en blanco                      | 18.113          | 15,49           |
| Votos nulos                    | Votos nulos           | Votos nulos                          | 992             | 0,85            |
| Participación                  | Participación         | Participación                        | 116.960         | 78,39           |
| Electores registrados          | Electores registrados | Electores registrados                | 149.195         | 100             |
| Diamante 1 Senador             |                       |                                      |                 |                 |
| Candidato                      | Partido/Alianza       | Partido/Alianza                      | Votos           | %               |
| José Gustavo Vergara           |                       | Juntos por Entre Ríos                | 12.726          | 45,56           |
| Miguel Federico Kremer         |                       | Más para Entre Ríos                  | 9.491           | 33,98           |
| Sergio Samuel Jacobi           |                       | La Libertad Avanza                   | 5.714           | 20,46           |
| Votos afirmativos              | Votos afirmativos     | Votos afirmativos                    | 27.931          | 85,20           |
| Votos en blanco                | Votos en blanco       | Votos en blanco                      | 4.517           | 13,78           |
| Votos nulos                    | Votos nulos           | Votos nulos                          | 335             | 1,02            |
| Participación                  | Participación         | Participación                        | 32.783          | 75,41           |
| Electores registrados          | Electores registrados | Electores registrados                | 43.475          | 100             |
| Federación 1 Senador           |                       |                                      |                 |                 |
| Candidato                      | Partido/Alianza       | Partido/Alianza                      | Votos           | %               |
| Rubén Alberto Dal Molin        |                       | Juntos por Entre Ríos                | 21.064          | 46,11           |
| Luis Esteban Brarda            |                       | Más para Entre Ríos                  | 14.595          | 31,95           |
| Gustavo Adolfo Cechetto        |                       | La Libertad Avanza                   | 10.027          | 21,95           |
| Votos afirmativos              | Votos afirmativos     | Votos afirmativos                    | 45.686          | 85,60           |
| Votos en blanco                | Votos en blanco       | Votos en blanco                      | 7.238           | 13,56           |
| Votos nulos                    | Votos nulos           | Votos nulos                          | 449             | 0,84            |
| Participación                  | Participación         | Participación                        | 53.373          | 83,49           |
| Electores registrados          | Electores registrados | Electores registrados                | 63.930          | 100             |
| Federal 1 Senador              |                       |                                      |                 |                 |
| Candidato                      | Partido/Alianza       | Partido/Alianza                      | Votos           | %               |
| Nancy Susana Miranda           |                       | Más para Entre Ríos                  | 8.013           | 50,23           |
| Isidro Alberto Goetz           |                       | Juntos por Entre Ríos                | 7.940           | 49,77           |
| Votos afirmativos              | Votos afirmativos     | Votos afirmativos                    | 15.953          | 81,26           |
| Votos en blanco                | Votos en blanco       | Votos en blanco                      | 3.601           | 18,34           |
| Votos nulos                    | Votos nulos           | Votos nulos                          | 77              | 0,39            |
| Participación                  | Participación         | Participación                        | 19.631          | 80,46           |
| Electores registrados          | Electores registrados | Electores registrados                | 24.398          | 100             |
| Feliciano 1 Senador            |                       |                                      |                 |                 |
| Candidato                      | Partido/Alianza       | Partido/Alianza                      | Votos           | %               |
| Gladys Elizabeth Domínguez     |                       | Más para Entre Ríos                  | 5.273           | 55,63           |
| Ivonne Edith Jaurena           |                       | Juntos por Entre Ríos                | 3.327           | 35,10           |
| Ignacio Marcelo Fabián Ramírez |                       | La Libertad Avanza                   | 879             | 9,27            |
| Votos afirmativos              | Votos afirmativos     | Votos afirmativos                    | 9.479           | 87,52           |
| Votos en blanco                | Votos en blanco       | Votos en blanco                      | 1.255           | 11,59           |
| Votos nulos                    | Votos nulos           | Votos nulos                          | 97              | 0,90            |
| Participación                  | Participación         | Participación                        | 10.831          | 78,37           |
| Electores registrados          | Electores registrados | Electores registrados                | 13.820          | 100             |
| Gualeguay 1 Senador            |                       |                                      |                 |                 |
| Candidato                      | Partido/Alianza       | Partido/Alianza                      | Votos           | %               |
| Alberto Casiano Otaegui        |                       | Juntos por Entre Ríos                | 13.120          | 45,78           |
| Héctor David Ahibe             |                       | Más para Entre Ríos                  | 8.182           | 28,55           |
| Rodolfo Antonio Bustos         |                       | La Libertad Avanza                   | 6.924           | 24,16           |
| Ariel Alejandro Salgueiro      |                       | Confederación Vecinalista Entre Ríos | 433             | 1,51            |
| Votos afirmativos              | Votos afirmativos     | Votos afirmativos                    | 28.659          | 76,12           |
| Votos en blanco                | Votos en blanco       | Votos en blanco                      | 8.713           | 23,14           |
| Votos nulos                    | Votos nulos           | Votos nulos                          | 280             | 0,74            |
| Participación                  | Participación         | Participación                        | 37.652          | 77,73           |
| Electores registrados          | Electores registrados | Electores registrados                | 48.440          | 100             |
| Gualeguaychú 1 Senador         |                       |                                      |                 |                 |
| Candidato                      | Partido/Alianza       | Partido/Alianza                      | Votos           | %               |
| Jaime Pedro Benedetti          |                       | Juntos por Entre Ríos                | 29.663          | 40,33           |
| Esteban Martín Piaggio         |                       | Más para Entre Ríos                  | 26.471          | 35,99           |
| Rubén Marcelo Amarelle         |                       | La Libertad Avanza                   | 17.420          | 23,68           |
| Votos afirmativos              | Votos afirmativos     | Votos afirmativos                    | 73.554          | 88,03           |
| Votos en blanco                | Votos en blanco       | Votos en blanco                      | 9.333           | 11,17           |
| Votos nulos                    | Votos nulos           | Votos nulos                          | 666             | 0,80            |
| Participación                  | Participación         | Participación                        | 83.553          | 81,09           |
| Electores registrados          | Electores registrados | Electores registrados                | 103.041         | 100             |
| Islas del Ibicuy 1 Senador     |                       |                                      |                 |                 |
| Candidato                      | Partido/Alianza       | Partido/Alianza                      | Votos           | %               |
| Rubén Hernán Méndez            |                       | Juntos por Entre Ríos                | 4.360           | 52,92           |
| Gabriel Agustín García         |                       | Más para Entre Ríos                  | 3.879           | 47,08           |
| Votos afirmativos              | Votos afirmativos     | Votos afirmativos                    | 8.239           | 83,09           |
| Votos en blanco                | Votos en blanco       | Votos en blanco                      | 1.541           | 15,54           |
| Votos nulos                    | Votos nulos           | Votos nulos                          | 136             | 1,37            |
| Participación                  | Participación         | Participación                        | 9.916           | 79,71           |
| Electores registrados          | Electores registrados | Electores registrados                | 12.440          | 100             |
| La Paz 1 Senador               |                       |                                      |                 |                 |
| Candidato                      | Partido/Alianza       | Partido/Alianza                      | Votos           | %               |
| Patricia Teresa Díaz           |                       | Más para Entre Ríos                  | 20.093          | 49,32           |
| Sara Mercedes Foletto          |                       | Juntos por Entre Ríos                | 15.608          | 38,31           |
| Fabián Néstor Balbuena         |                       | La Libertad Avanza                   | 5.040           | 12,37           |
| Votos afirmativos              | Votos afirmativos     | Votos afirmativos                    | 40.741          | 85,00           |
| Votos en blanco                | Votos en blanco       | Votos en blanco                      | 6.868           | 14,33           |
| Votos nulos                    | Votos nulos           | Votos nulos                          | 322             | 0,67            |
| Participación                  | Participación         | Participación                        | 47.931          | 78,47           |
| Electores registrados          | Electores registrados | Electores registrados                | 61.085          | 100             |
| Nogoyá 1 Senador               |                       |                                      |                 |                 |
| Candidato                      | Partido/Alianza       | Partido/Alianza                      | Votos           | %               |
| Rafael Cavagna                 |                       | Juntos por Entre Ríos                | 9.655           | 42,06           |
| Julio Javier Savio             |                       | Más para Entre Ríos                  | 8.560           | 37,29           |
| Martín Fabián Serra            |                       | La Libertad Avanza                   | 3.438           | 14,98           |
| Ramón Felipe Santucho          |                       | Confederación Vecinalista Entre Ríos | 1.302           | 5,67            |
| Votos afirmativos              | Votos afirmativos     | Votos afirmativos                    | 22.955          | 85,49           |
| Votos en blanco                | Votos en blanco       | Votos en blanco                      | 3.608           | 13,44           |
| Votos nulos                    | Votos nulos           | Votos nulos                          | 289             | 1,08            |
| Participación                  | Participación         | Participación                        | 26.852          | 77,13           |
| Electores registrados          | Electores registrados | Electores registrados                | 34.812          | 100             |
| Paraná 1 Senador               |                       |                                      |                 |                 |
| Candidato                      | Partido/Alianza       | Partido/Alianza                      | Votos           | %               |
| Hugo Aníbal Main               |                       | Más para Entre Ríos                  | 85.959          | 40,34           |
| Esteban Amado Vitor            |                       | Juntos por Entre Ríos                | 85.353          | 40,06           |
| Claudio Alfredo Pitassi        |                       | La Libertad Avanza                   | 41.771          | 19,60           |
| Votos afirmativos              | Votos afirmativos     | Votos afirmativos                    | 213.083         | 85,72           |
| Votos en blanco                | Votos en blanco       | Votos en blanco                      | 33.359          | 13,42           |
| Votos nulos                    | Votos nulos           | Votos nulos                          | 2.143           | 0,86            |
| Participación                  | Participación         | Participación                        | 248.585         | 78,14           |
| Electores registrados          | Electores registrados | Electores registrados                | 318.137         | 100             |
| San Salvador 1 Senador         |                       |                                      |                 |                 |
| Candidato                      | Partido/Alianza       | Partido/Alianza                      | Votos           | %               |
| Marcelo Fabián Berthet         |                       | Más para Entre Ríos                  | 4.955           | 44,25           |
| Guillermo Enrique Dedossi      |                       | Juntos por Entre Ríos                | 4.792           | 42,79           |
| Griselda Analía Reinoso        |                       | La Libertad Avanza                   | 1.452           | 12,97           |
| Votos afirmativos              | Votos afirmativos     | Votos afirmativos                    | 11.199          | 82,04           |
| Votos en blanco                | Votos en blanco       | Votos en blanco                      | 2.329           | 17,06           |
| Votos nulos                    | Votos nulos           | Votos nulos                          | 122             | 0,89            |
| Participación                  | Participación         | Participación                        | 13.650          | 79,41           |
| Electores registrados          | Electores registrados | Electores registrados                | 17.189          | 100             |
| Tala 1 Senador                 |                       |                                      |                 |                 |
| Candidato                      | Partido/Alianza       | Partido/Alianza                      | Votos           | %               |
| Juan Diego Conti               |                       | Más para Entre Ríos                  | 7.237           | 45,24           |
| Omar Eduardo Migueles          |                       | Juntos por Entre Ríos                | 6.709           | 41,94           |
| José Alberto Graf              |                       | La Libertad Avanza                   | 2.050           | 12,82           |
| Votos afirmativos              | Votos afirmativos     | Votos afirmativos                    | 15.996          | 84,21           |
| Votos en blanco                | Votos en blanco       | Votos en blanco                      | 2.891           | 15,22           |
| Votos nulos                    | Votos nulos           | Votos nulos                          | 108             | 0,57            |
| Participación                  | Participación         | Participación                        | 18.995          | 76,90           |
| Electores registrados          | Electores registrados | Electores registrados                | 24.701          | 100             |
| Uruguay 1 Senador              |                       |                                      |                 |                 |
| Candidato                      | Partido/Alianza       | Partido/Alianza                      | Votos           | %               |
| Martín Héctor Oliva            |                       | Más para Entre Ríos                  | 24.463          | 38,87           |
| Hernán Hipólito Marco          |                       | Juntos por Entre Ríos                | 22.968          | 36,50           |
| Jorge Hernán Artusi            |                       | La Libertad Avanza                   | 14.076          | 22,37           |
| Facundo Martín Ponce           |                       | Nueva Izquierda                      | 1.427           | 2,27            |
| Votos afirmativos              | Votos afirmativos     | Votos afirmativos                    | 62.934          | 87,05           |
| Votos en blanco                | Votos en blanco       | Votos en blanco                      | 8.684           | 12,01           |
| Votos nulos                    | Votos nulos           | Votos nulos                          | 677             | 0,94            |
| Participación                  | Participación         | Participación                        | 72.295          | 77,90           |
| Electores registrados          | Electores registrados | Electores registrados                | 92.806          | 100             |
| Victoria 1 Senador             |                       |                                      |                 |                 |
| Candidato                      | Partido/Alianza       | Partido/Alianza                      | Votos           | %               |
| Víctor Horacio Sanzberro       |                       | Más para Entre Ríos                  | 8.639           | 46,03           |
| Domingo Natalio Maiocco        |                       | Juntos por Entre Ríos                | 6.142           | 32,73           |
| Jorge Alberto Segovia          |                       | La Libertad Avanza                   | 3.987           | 21,24           |
| Votos afirmativos              | Votos afirmativos     | Votos afirmativos                    | 18.768          | 72,58           |
| Votos en blanco                | Votos en blanco       | Votos en blanco                      | 6.946           | 26,86           |
| Votos nulos                    | Votos nulos           | Votos nulos                          | 145             | 0,56            |
| Participación                  | Participación         | Participación                        | 25.859          | 78,19           |
| Electores registrados          | Electores registrados | Electores registrados                | 33.071          | 100             |
| Villaguay 1 Senador            |                       |                                      |                 |                 |
| Candidato                      | Partido/Alianza       | Partido/Alianza                      | Votos           | %               |
| Juan Pablo Cosso               |                       | Más para Entre Ríos                  | 12.497          | 43,75           |
| Raúl Alberto Boc Ho            |                       | Juntos por Entre Ríos                | 11.290          | 39,53           |
| Héctor Alberto Echaniz         |                       | La Libertad Avanza                   | 4.775           | 16,72           |
| Votos afirmativos              | Votos afirmativos     | Votos afirmativos                    | 28.562          | 88,28           |
| Votos en blanco                | Votos en blanco       | Votos en blanco                      | 3.602           | 11,13           |
| Votos nulos                    | Votos nulos           | Votos nulos                          | 191             | 0,59            |
| Participación                  | Participación         | Participación                        | 32.355          | 74,26           |
| Electores registrados          | Electores registrados | Electores registrados                | 43.569          | 100             |